# 125 هـ
125 هـ هي سنة في التقويم الهجري امتدت مقابلةً في التقويم الميلادي بين سنتي 742 و743.

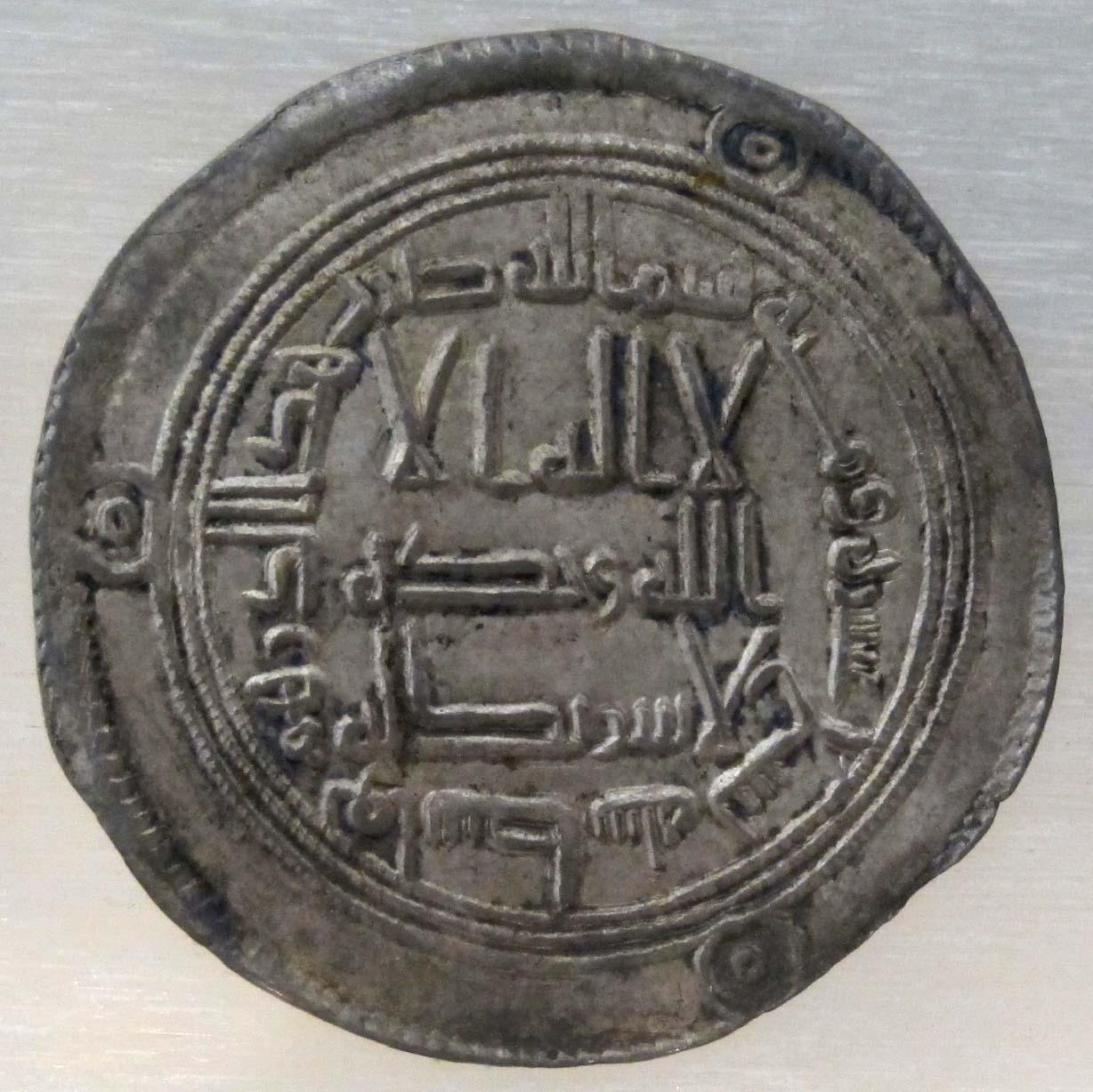
درهم أموي صُك في عهد هشام بن عبد الملك

## مواليد
- عبد الله بن وهب
- إبراهيم الموصلي

## وفيات
- الطرماح بن الحكيم
- محمد بن علي بن عبد الله بن العباس
- هشام بن عبد الملك
- يحيى بن زيد
- يحيى بن نوفل
- يحي بن زيد
- النابغة الشيباني